# Choiak
Choiak – czwarty miesiąc pory achet i czwarty miesiąc roku w kalendarzu egipskim. Jak każdy miesiąc w starożytnym Egipcie trwał 30 dni od 17 października do 15 listopada. Po choiaku następował tybi.
| Abd · Z1 · Z1 · Z1 · Z1 | M8 · x · t | ra |

| Abd · Z1 · Z1 · Z1 · Z1 | M8 · x · t | ra |